# Dom Aïdi
Pour les articles homonymes, voir Aidi.
 (février 2018).
Si vous disposez d'ouvrages ou d'articles de référence ou si vous connaissez des sites web de qualité traitant du thème abordé ici, merci de compléter l'article en donnant les références utiles à sa vérifiabilité et en les liant à la section « Notes et références ».
Dom Aïdi est un village de la région de l'Extrême-Nord (Cameroun), département du Mayo-Danay et arrondissement de Gobo, à proximité de la frontière avec le Tchad.